# Турія (зупинний пункт)
Турія (інша назва — 969 км) — пасажирський залізничний зупинний пункт 4 відділку Шевченківської дирекції Одеської залізниці на лінії Тараса Шевченка — Помічна. Розташована між зупинним пунктом Радгоспна (відстань — 3,9 км) та станцією Новомиргород (4 км). Знаходиться між селами Турія та Йосипівка.
Відстань до станції імені Тараса Шевченка — 49 км, до Помічної — 80 км.

## Рух поїздів
Зупинна платформа Турія обслуговує пасажирів приміського сполучення.
Потяги приміського сполучення:
- Тараса Шевченка — Новомиргород
- Тараса Шевченка — Помічна